# Torstein Bjørklund
Torstein Bjørklund, es un actor y escritor noruego.

## Carrera
En el 2015 apareció en la serie Hva Hvis?.
Ese mismo año se unió al elenco principal de la miniserie Kampen om tungtvannet (en inglés: "The Heavy Water War") donde dio vida a Arne Kjelstrup, un miembro de la resistencia noruega durante la Segunda Guerra Mundial. La miniserie cuenta la historia real de los actos de sabotaje contra la planta de producción de agua pesada de la compañía "Norsk Hydro" en Rjukan en el centro de Noruega durante la Segunda Guerra Mundial. En la miniserie compartió créditos con los actores Tobias Santelmann, Christian Rubeck, Espen Klouman Høiner, Benjamin Helstad, Eirik Evjen, Mads Sjøgård Pettersen y Christoph Bach.

## Filmografía

### Series de televisión
| Año  | Título                | Personaje      | Notas                   |
| ---- | --------------------- | -------------- | ----------------------- |
| 2015 | Kampen om tungtvannet | Arne Kjelstrup | 6 episodios - miniserie |
| 2015 | Hva Hvis?             | -              | 8 episodios             |

### Películas
| Año  | Título         | Personaje       | Notas                                                                                             |
| ---- | -------------- | --------------- | ------------------------------------------------------------------------------------------------- |
| 2017 | Oskars Amerika | Jan             | junto a Jørgen Langhelle, Torstein Bjørklund, Bjørn Sundquist, Marie Blokhus y Anders T. Andersen |
| 2016 | The Birds      | Rugdejegeren    | junto a Fridtjov Såheim, Jonas Hoff Oftebro, Henrik Rafaelsen, Camilla Frey y Anders T. Andersen  |
| 2016 | Blikkstille    | Hijo            | corto - junto a Lars Arentz-Hansen                                                                |
| 2014 | Morgenrøde     | Rahab           | junto a Ingar Helge Gimle                                                                         |
| 2014 | Unspoken       | Andreas         | corto - junto a Marie-Stéphane Cattaneo y Michael Baderschneider                                  |
| 2013 | Victoria       | Amigo de Ditlef | junto a Iben Akerlie, Jakob Oftebro, Bill Skarsgård, Fridtjov Såheim y Mads Sjøgård Pettersen     |
| 2012 | Tilbake        | Per             | corto - junto a Gabriel Arvizu y Marie-Stéphane Cattaneo                                          |

### Escritor
| Año  | Título   | Notas |
| ---- | -------- | ----- |
| 2014 | Unspoken | corto |

### Equipo Misceláneo
| Año  | Título         | Notas |
| ---- | -------------- | ----- |
| 2017 | Oskars Amerika | -     |

### Teatro
| Año  | Obra                | Personaje (es)               | Director (a)   | Teatro            | Notas                                                         |
| ---- | ------------------- | ---------------------------- | -------------- | ----------------- | ------------------------------------------------------------- |
| 2013 | Bør Børson Jr.      | Ivar Zolen / Lensmann Hansen | Erlend Samnøen | Trøndelag Theatre | junto a Hans Petter Nilsen, Herbert Nordrum e Hildegunn Eggen |
| 2013 | Death of a Salesman | Biff Loman                   | Runar Hodne    | Trøndelag Theatre | junto a Ingar Helge Gimle                                     |